# MariaDB

The LAMP software bundle (here additionally with Squid). A high performance and high-availability solution for a hostile environment

MariaDBは、MySQL派生として開発されている、オープンソースの関係データベース管理システム (RDBMS) である。

## 概要
MariaDBの開発は、MySQLのオリジナルコードの作者でMySQL ABの創設者でもあるミカエル・ウィデニウスにより、現在オラクルによって所有されているMySQLをフォークして立ち上げられたプロジェクトにより行われている。配布ライセンスは、GNU General Public Licenseのバージョン2。MariaDBの名は、ウィデニウスの2番目の娘の名前から採られている。
バージョン5.1から5.5までは、同じバージョン番号のMySQLの非商用版を一部改良した形でリリースしていた。2013年2月にMySQLは大規模なリファクタリングを加えたMySQL5.6の正式（プロダクション）版をリリースしたが、MariaDBはMySQL5.5をベースにMySQL5.6から新機能の選択的な追加とMariaDB独自の機能追加を実施するという方針変更を行い、2014年3月31日に新たにバージョン番号を10に変更したバージョンをリリースした。
2018年5月にリリースされたバージョン10.3では、Oracle Databaseからの移行を支援するOracle Database互換機能が実装された。
2018年9月に分散型MySQL互換データベースのClustrixをMariaDB Corporationが買収した。
2019年2月26日に有償顧客向けに MariaDB Enterprise Server を提供することが発表された。

## ストレージエンジン(データベースエンジン)
MariaDBは、原則としてMySQLとほぼ同じデータベースエンジン(ストレージエンジン)に対応している。対応するデータベースエンジンは次の通り。
- Aria - MyISAM派生エンジン(以前の名称はMaria[16])
- BLACKHOLE
- InnoDB
- Memory
- Mroonga - 高速な日本語全文検索機能を提供するストレージエンジン。
- MyRocks - RocksDBをストレージエンジン化したもの。10.3 GA からGAとなった。
- Spider - 自動シャーディングを実現するエンジン。MariaDB 10.0.4よりバンドル[17]。10.3 GA からGAとなった。
- MariaDB ColumnStore - 列指向ストレージエンジン。InfiniDBをフォークしたものをベースとしている。

## データベース接続クライアント
MariaDBは、互換性によりMySQLのために設計されたデータベース接続クライアントを利用できる。主な例は以下の通り。MariaDBと互換性のあるクライアント・ソフトウェアはGraphical and Enhanced Clientsに記載されている。
- HeidiSQL（英語版）
- DBEdit 2（英語版） — オープンソースのデータベース接続クライアント
- Navicat for MariaDB — プロプライエタリなデータベース接続クライアント[18]

## 使用状況
英語版ウィキペディアおよびドイツ語版ウィキペディアでは使用されているデータベースがFacebook版MySQLからMariaDBへと切り替えられた。
またArch Linux、Fedora (Fedora 19以降)、openSUSE (openSUSE 12.3以降)、Slackware、Red Hat Enterprise Linux（7以降）とそのクローンであるCentOS、Debian(Debian 9以降)などのLinuxディストリビューションで、MySQLをMariaDBへと置き換えた。
GoogleはMariaDB財団に開発者を派遣し、MySQLからMariaDBに切り替えられた。